# Ben Duijker

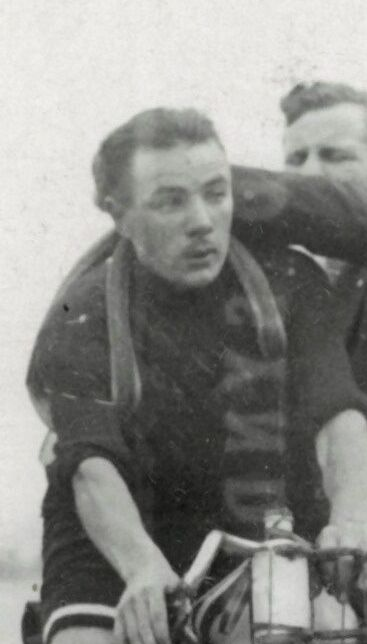
Ben Duijker (1928)

Bernardus „Ben“ Duijker (* 1. August 1903 in Amsterdam; † 9. Dezember 1990 ebenda) war ein niederländischer Radrennfahrer.

## Sportliche Laufbahn
Er war Teilnehmer der Olympischen Sommerspiele 1928 in Amsterdam. Im olympischen Einzelzeitfahren belegte er beim Sieg von Henry Hansen den 36. Rang. Die niederländische Mannschaft mit Leen Buis, Janus Braspennincx und Antonius Kuys belegte in der Mannschaftswertung den 9. Platz.